# 0 січня
0 січня (нульове січня) — умовна календарна дата, яку використовують у деяких астрономічних і технічних матеріалах.

## В астрономії
0 січня можна зустріти в річних ефемеридах, де воно умовно замінює 31 грудня попереднього року. Це робиться для того, щоб всі дати, згадані в ефемериді, датувалися одним і тим же роком.
У 1955 році на з'їзді Міжнародного астрономічного союзу була прийнята особлива версія юліанського календаря, розпочатого в полудень 0 січня 1900. Таким чином ця дата стала дублінським юліанським днем.

## У програмному забезпеченні
Якщо створити в програмі Microsoft Excel клітинку в форматі «дата / час» і ввести туди 0, програма виведе 0 січня 1900 року.